# Bene László (rendőrtiszt)
Bene László (Pér, 1947. január 28. –) rendőr altábornagy, 2004–2007 között országos rendőrfőkapitány.
Rendőri pályáját Győr-Moson-Sopron megyében kezdte, a szolgálat mellett elvégezte a Rendőrtiszti Főiskolát, majd jogi diplomát szerzett. Különböző beosztások után Vas megye rendőrfőkapitánya lett, majd 2002 júniusától az RSZVSZ élére került. 2004 szeptemberétől 2007 májusáig országos rendőrfőkapitány volt.
2007. szeptember 3-tól a Magyar Nemzeti Bank (MNB) biztonsági főnöke.
2011-ben a Debreceni Katonai Ügyészség elöljárói intézkedés elmulasztásával gyanúsította meg, mert nem kezdeményezte beosztottjai, köztük Gergényi Péter felelősségének vizsgálatát a 2006 őszi eseményekben.